# Mezzani
Mezzani (Mezzani en italien, Amzan ['ɑ:mdzaŋ] ou Mzan [mdz'aŋ] en dialecte parmesan) est une commune italienne de la province de Parme, dans la région Émilie-Romagne. C'est une commune polycentrique, dont les centres principaux sont Casale, Mezzano Rondani, Mezzano Inferiore, Mezzano Superiore, tandis que Bocca d’Enza, Ghiare Bonvisi, Valle sont seulement des hameaux.

## Géographie
Mezzani se trouve dans l’extrémité nord-est de la province de Parme, au milieu de la plaine du Pô, elle est limitrophe de trois provinces : Reggio d'Émilie, Mantoue et Crémone.

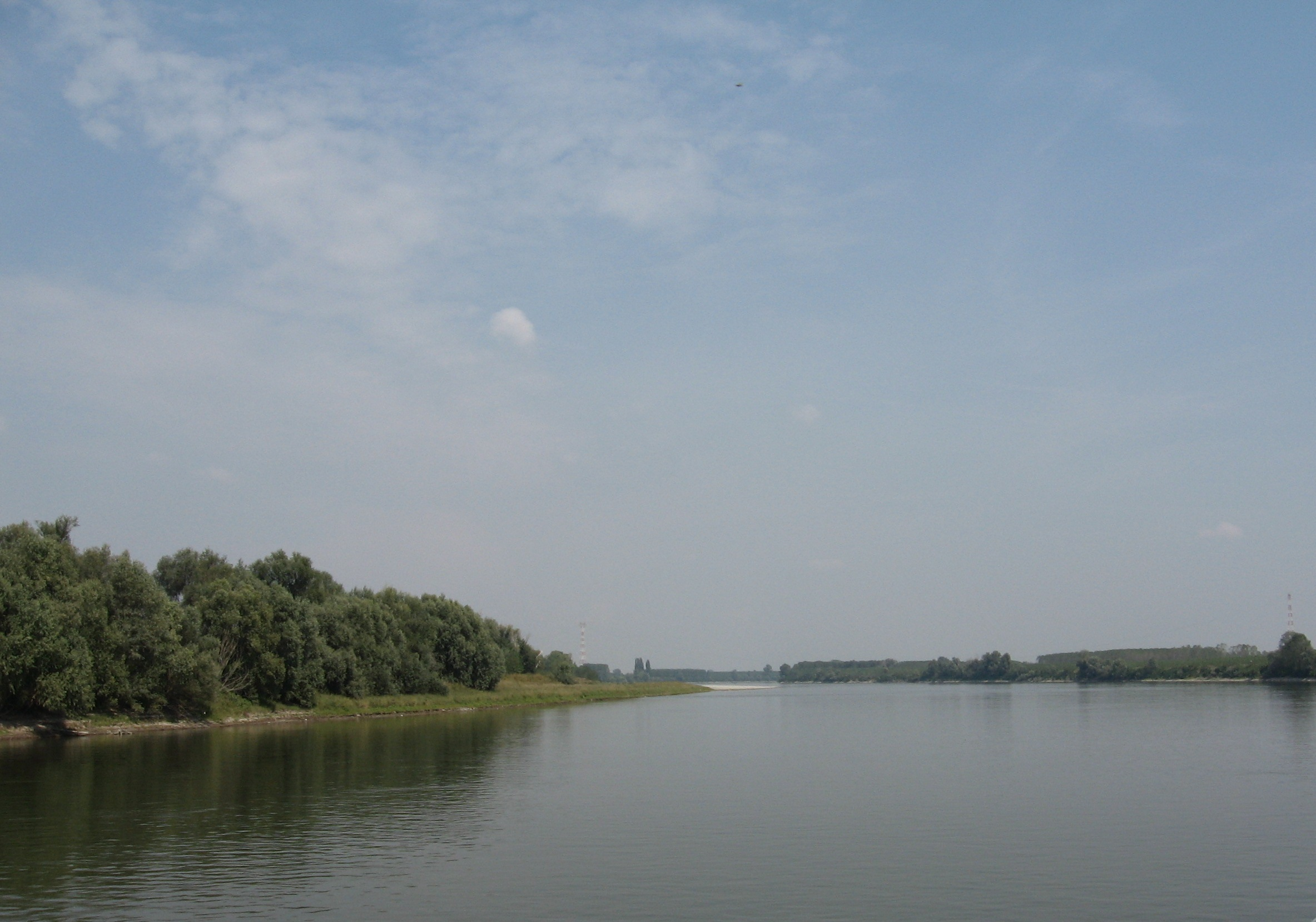
Le fleuve Pô près de Mezzani.

Situé sur la rive droite du fleuve Pô, le territoire communal est aussi traversé par d’autres cours d’eau : la rivière Parma à l'ouest, qui se jette dans le Pô près de Mezzano Superiore, la rivière Enza à l’est qui marque pour quelques kilomètres la limite avec la Reggio d'Émilie et se jette dans le Pô près de Brescello, le canal Parmetta au sud de Mezzano Inferiore et la Parma morta, lit abandonné de la Parma, qui jusqu’au début du XIXe siècle se jetait dans l’Enza.
Mezzani se trouve dans la région la moins élevée de la plaine du Pô, appelée Bassa.
La commune est classée en zone sismique 3.

## Histoire
Le toponyme Mezzani vient du mot latin « medianus » qui signifie au milieu de, autrefois utilisé pour désigner les îles du  Pô.
La majorité du territoire s’est formé à partir de ces îles pendant le Moyen Âge ; il s’agit d’un paysage de formation plutôt récente, constamment remodelé par les eaux du fleuve pendant les siècles. Pour cette raison on n’a pas trouvé de traces d’anciens établissements, toutefois proche des limites communales chez Cogozzo de Viadana (MN) et près de Coenzo on a découvert la présence de villages de l'âge du bronze (terramare).
La partie méridionale du territoire, de formation plus ancienne, montre encore le tracé de la centuriation romaine.
Casale fondé sur une île du Pô est le lieu le plus anciennement habité de la commune. En l’an 890 il était défini comment « insula iuxta Padum »pour devenir quelques siècles après « Casalis Ripae Padi » parce que le fleuve s’était déplacé vers nord. La présence du Pô est témoignée par le toponyme Valle, qui signifie dépression, qui se trouve au sud du village.
Depuis leur formation comme îles au milieu du Pô, Mezzano Inferiore et Superiore étaient des possessions de l’évêque de Parme. Aucun ancien document ne parle de terrains alluviaux près du Pô possédé par l’évêque de Parme après la concession des empereurs Charles III le Gros en 973 et Henri VI du Saint-Empire en l’an 1195. L’abbé Giovanni Romani mentionne un événement qui s’était passé près du « Mezzano del Vescovo » en l’an 1131. Les deux îles et villages ici édifiés ne sont pas nés en même temps, le premier a été Mezzano Superiore, l’autre sûrement après 1306.
Mezzano Inferiore, à l'origine uni avec Mezzano Superiore, est devenu une paroisse autonome au début du XVIe siècle avec la construction de l’église en 1563, réédifiée et terminée en 1779.
Mezzano Rondani était édifié initialement sur la rive lombarde du Pô. Après une grosse alluvion qu'avais intéressé l’area entre Casalmaggiore et Fossacaprara le fleuve se déplaçait vers le nord et le village devenait une île, plus tard il fut rattaché à la rive parmesane. Le mot « Rondani » vient du nom d’une famille propriétaire de beaucoup de terrains dans cet endroit.
Mezzano Rondani et Casale étaient sous la juridiction du duc de Parme, tandis que Mezzano Inferiore et Superiore étaient sous celle de l’évêque de Parma ; c'est pour cela qu'autrefois leur nom avait le suffixe « del Vescovo » (de l’évêque). Le territoire de l’évêque était un État indépendant, ici il avait son palais où il demeurait pendant ses visites et sa propre garnison.
Territoire agricole, vu sa proximité aux États de Modène et de Milan, Mezzani a été parfois été lieu de contrebande. Plusieurs fois il a été lieu de bataille : il y a un terrain nommé cimetière des Turcs car ici ont été inhumés les cadavres des mercenaires turques qui avaient combattu pour la république de Venise contre le duché de Milan. En l'an 1634 les Allemands cantonnés en Castelnovo di Sotto (RE), pendant une incursion, brûlèrent l’église de Mezzano Inferiore et dévastèrent le village.
La bataille de Colorno du 1734 pour la succession de Pologne a eu lieu en réalité à Mezzano Inferiore, et dans le clocher de l’église il y a encore des traces des coups de canon.
Après plusieurs tentatives, les Bourbons ducs de Parme, en l’an 1763, réussirent à forcer l’Évêque à leur céder le territoire de Mezzani. Avec cet acte se terminait la domination séculaire de l’évêque, et les deux villages passaient sous la juridiction des ducs. La perte de l’autonomie et des privilèges dont ils bénéficiaient jusqu’alors, les nouvelles taxes imposées de Parme, déclenchèrent une émeute contre le duc Philippe Ier de Parme. La révolte fut réprimée par la confiscation des propriétés de 75 familles et par l'incendie de 75 maisons par les dragons des armées ducales.
En l’an 1861, Mezzani avec Parma deviennent partie du royaume d’Italie.
Mezzani a été décorée de la médaille de Bronze pour la valeur Militaire pour sa participation à la lutte partisane pendant la Deuxième Guerre mondiale.

## Patrimoine architectural

### Édifices religieux
- S.Maria nascente (Mezzano Inferiore)

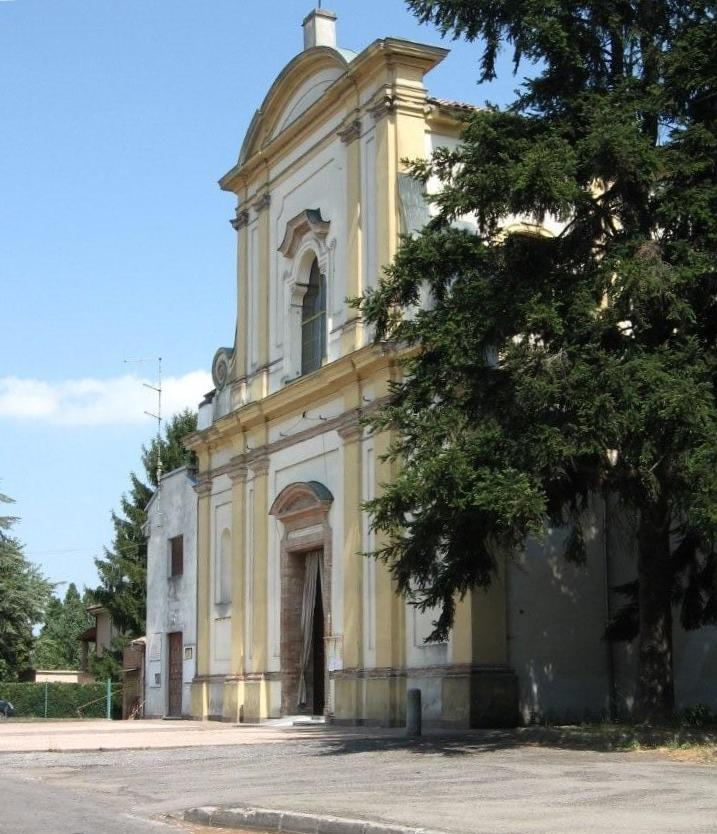
L’église de Mezzano Inferiore.

L’église paroissiale de Mezzano Inferiore a été construite en l’an 1563 et réédifiée entre 1754 et 1779 après un projet du Bettoli probablement sur les fondations de l'église primitive.
À l’intérieur se trouve un orgue de Giovanni et Stefano Cavalletti de l’an 1829, il y a aussi un autel majeur caractéristique en marbre marqueté (1799).
- Oratoire Beata Vergine delle Grazie (Mezzano Inferiore)

Placé au carrefour de trois rues intérieures du village de Borghetto, il a un plan rectangulaire avec corniche concave et clocher avec cuspide accentuée ; intérieurement, la voûte est à voiles croisées.
- S.Silvestro (Casale)

Apparaît dans la bulle de Lucius II du mars  1144, qui confirme les biens du monastère de S. Jean : Ecclesima Sancti Silvestri de insula. Une nouvelle église sera édifiée sur le site de l’église médiévale, dont aujourd’hui aucune trace n'est visible.
- S.Michele (Mezzano Superiore)

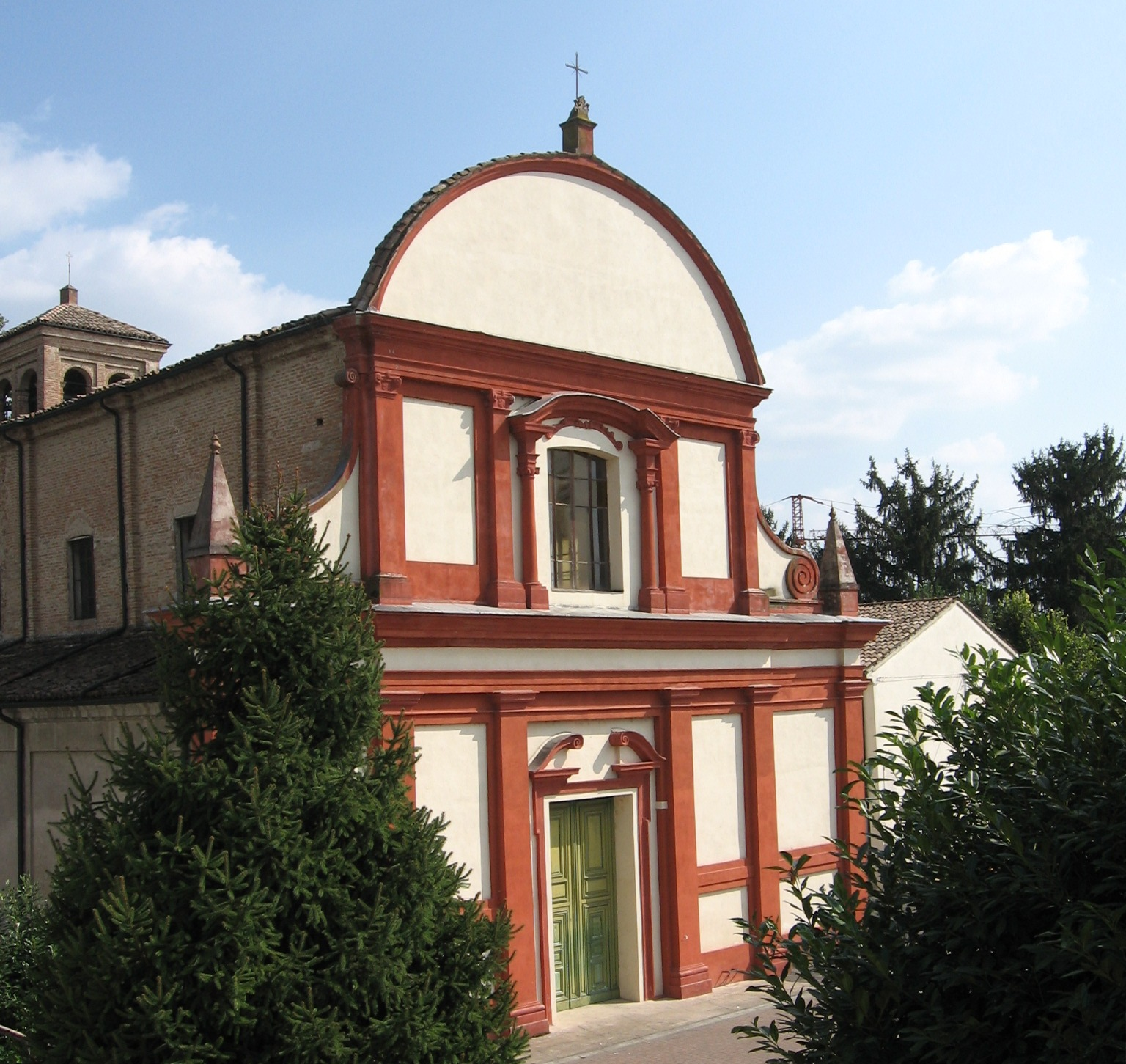
L'église de Mezzano Superiore.

Une première église a été édifiée au XIIe siècle, comme en témoignent les fondations de l’apside. Elle a été reconstruite très probablement en 1479, année de consécration de la part de l’évêque Sagramoro Sagramori (note tirée d’une pierre erratique dans le presbytère) et portée plus avant. Le clocher a été surélevé en l’an 1664 en gardant sa structure médiévale massive. Le style de la façade montre une origine datable à la fin du XVIIe siècle.

### Édifices civils
- Palais de l’évêque (Mezzano Superiore)

Actuellement utilisé comme habitation privée, n’a jamais été terminé, mais on déduit de quelques dessins du XVIe siècle qu’il aurait dû devenir grandiose.

### Nature
- Réserve naturelle « Parma Morta »

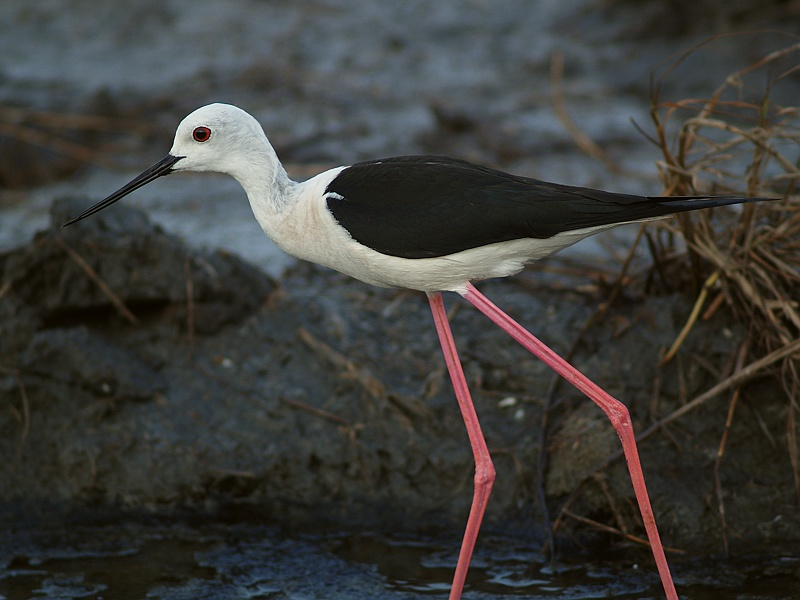
Échasse blanche

La réserve est tout autour le lit abandonné de la Parma. On y trouve la végétation typique des eaux stagnantes ; les arbustes et les arbres sont représentés de broussailles hygrophiles avec saule blanc et aulne et de broussailles mésophiles avec chêne, érable, cerisier et orme. L’avifaune nidifiant peut être subdivisée entre les espèces qui préfèrent la broussaille et celles liées à la végétation arborée fluviale résiduelle.
- Aquarium

À l’intérieur de la réserve on peut visiter un intéressant aquarium didactique contenant les espèces de poissons de rivière les plus typiques: carpes, tanches, perches, barbotes, esturgeons, écrevisses sont quelques-unes des espèces qu’on peut observer et connaître.

## Fêtes, foires
- « Gir dla cova dal gozen »

Manifestation gastronomique et sportive biennale (se tient à Mezzani les années impaires, les années paires à Sorbolo) organisée en janvier par les associations locales bénévoles. On peut goûter les plats classiques typiques ensachés de porc de la Bassa parmesane.

## Administration
| Période                                  | Période  | Identité         | Étiquette     | Qualité |
| ---------------------------------------- | -------- | ---------------- | ------------- | ------- |
| 1992                                     | 2000     | Paolo Reverberi  | PDS           | Maire   |
| 2000                                     | 2009     | Meuccio Berselli | Liste Civique | Maire   |
| 7 juin 2009                              | En cours | Romeo Azzali     | Liste Civique | Maire   |
| Les données manquantes sont à compléter. |          |                  |               |         |

### Hameaux
Bocca d'Enza, Casale, Ghiare Bonvisi, Mezzano Inferiore, Mezzano Rondani, Mezzano Superiore, Valle.

### Communes limitrophes
Brescello, Casalmaggiore, Colorno, Parme, Sorbolo, Torrile, Viadana.

## Galerie photographique

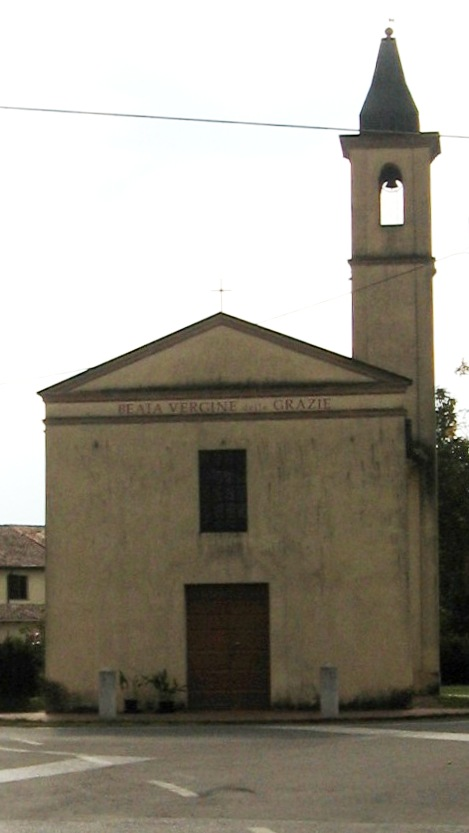
L'oratoire du Borghetto
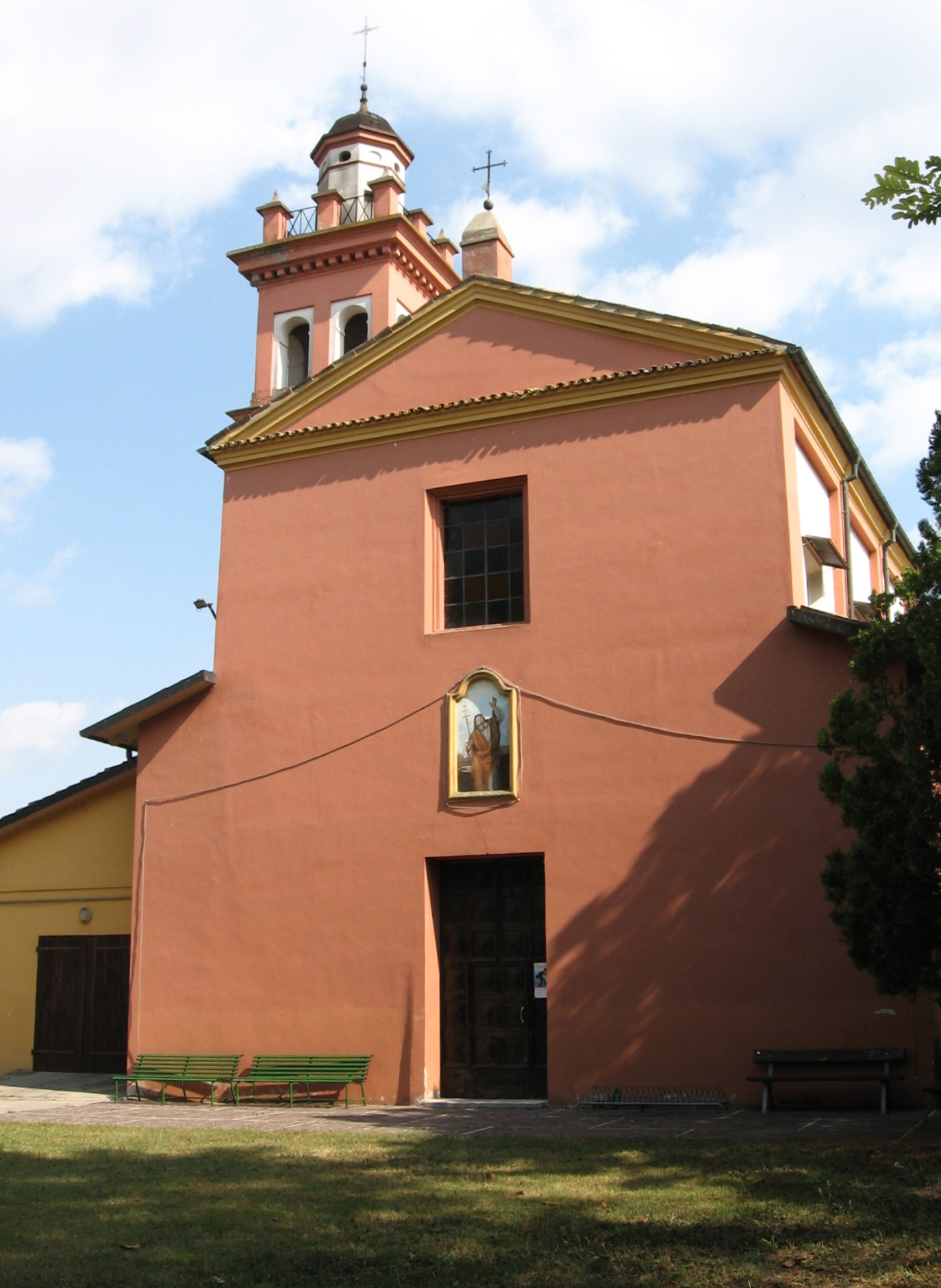
L’église de Casale
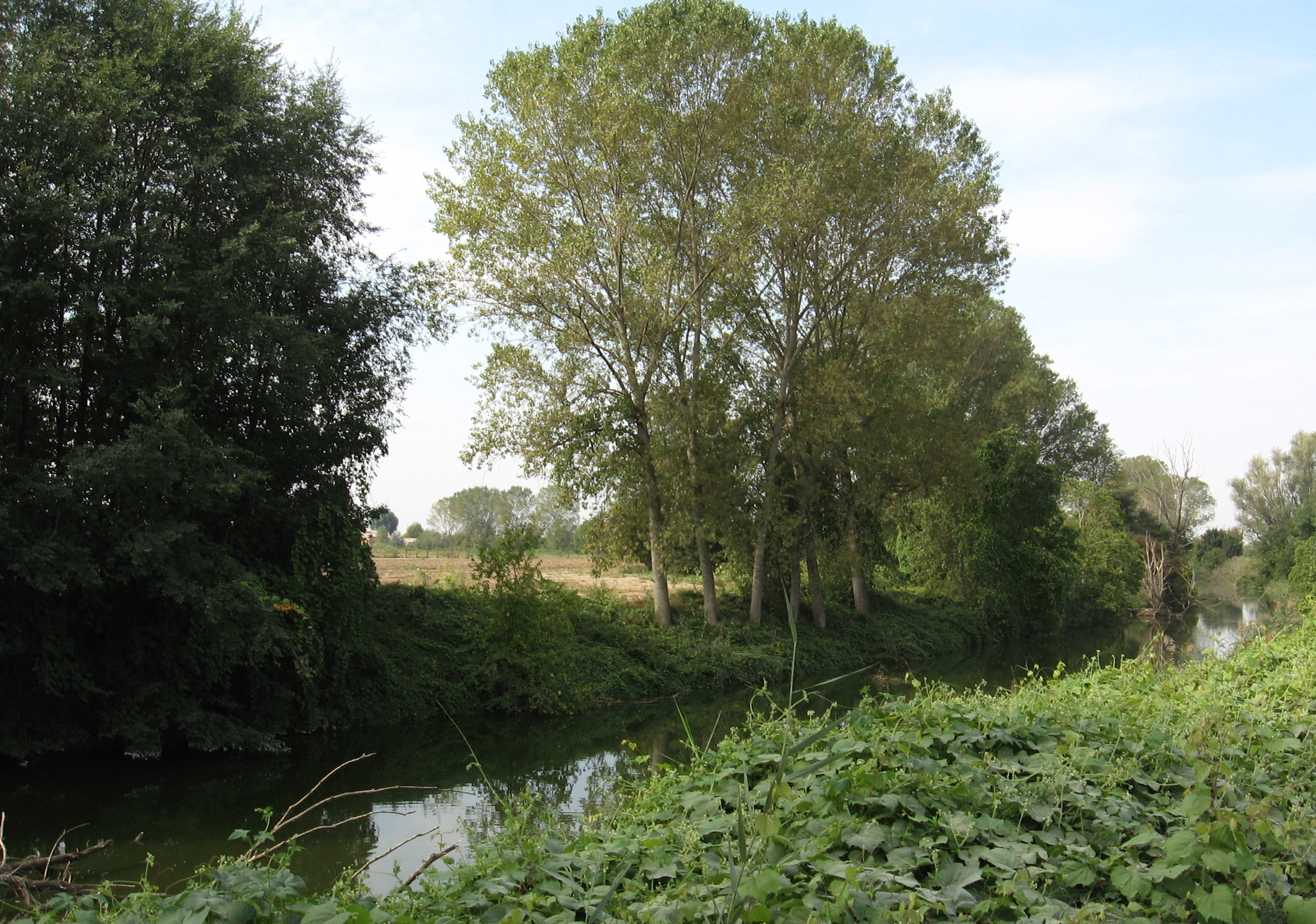
Réserve naturelle Parma Morta

## Personnalités nées à Mezzani
- Clemente Bondi

(Mezzano Superiore 1742 - Vienne 1821) Religieux jésuite et poète, il a traduit en italien Virgile et Ovide et composé quelques poésies originales de plusieurs genres. Expatrié dans le Tyrol pour raisons politiques, il devint l'instituteur des fils du prince Ferdinand de Habsbourg-Lorraine. Par la suite, il suivit le prince et ses fils à Vienne en l'an 1796 et il y séjourna jusqu'à sa mort.
- Giuseppe Rondizzoni

(Mezzano Superiore 1788 – Valparaíso 1866). Il commença sa carrière militaire avec Napoléon, dans les guerres contre l'Espagne, l'Autriche, la Russie et l'Allemagne. En 1815, après la bataille de Waterloo il entra dans l'armée du duché de Parme. Il émigra par la suite, d'abord aux États-Unis puis au Chili où il s'enrôla dans l'armée chilienne naissante. Il se distingua rapidement par son courage et son expérience tactique dans plusieurs batailles, spécialement dans celle dite Surprise de Cancia Rayada (18 mars 1818). Il prit ensuite part à la guerre pour la libération du Pérou en 1823 et pour son héroïsme, fut promu colonel puis général de brigade.